# Delek
Delek (en hebreo: קבוצת דלק) es una empresa petrolera israelí fundada en 1951. El grupo Delek es un conglomerado y una de las mayores compañías de Israel, su propietario mayoritario es el multimillonario Yitzhak Tshuva. El grupo Delek ha invertido en la construcción de plantas desalinizadoras de agua potable y en centrales de energía eléctrica. Las empresas filiales del grupo Delek cotizan en la Bolsa de Tel-Aviv.